# Угамак (острів)

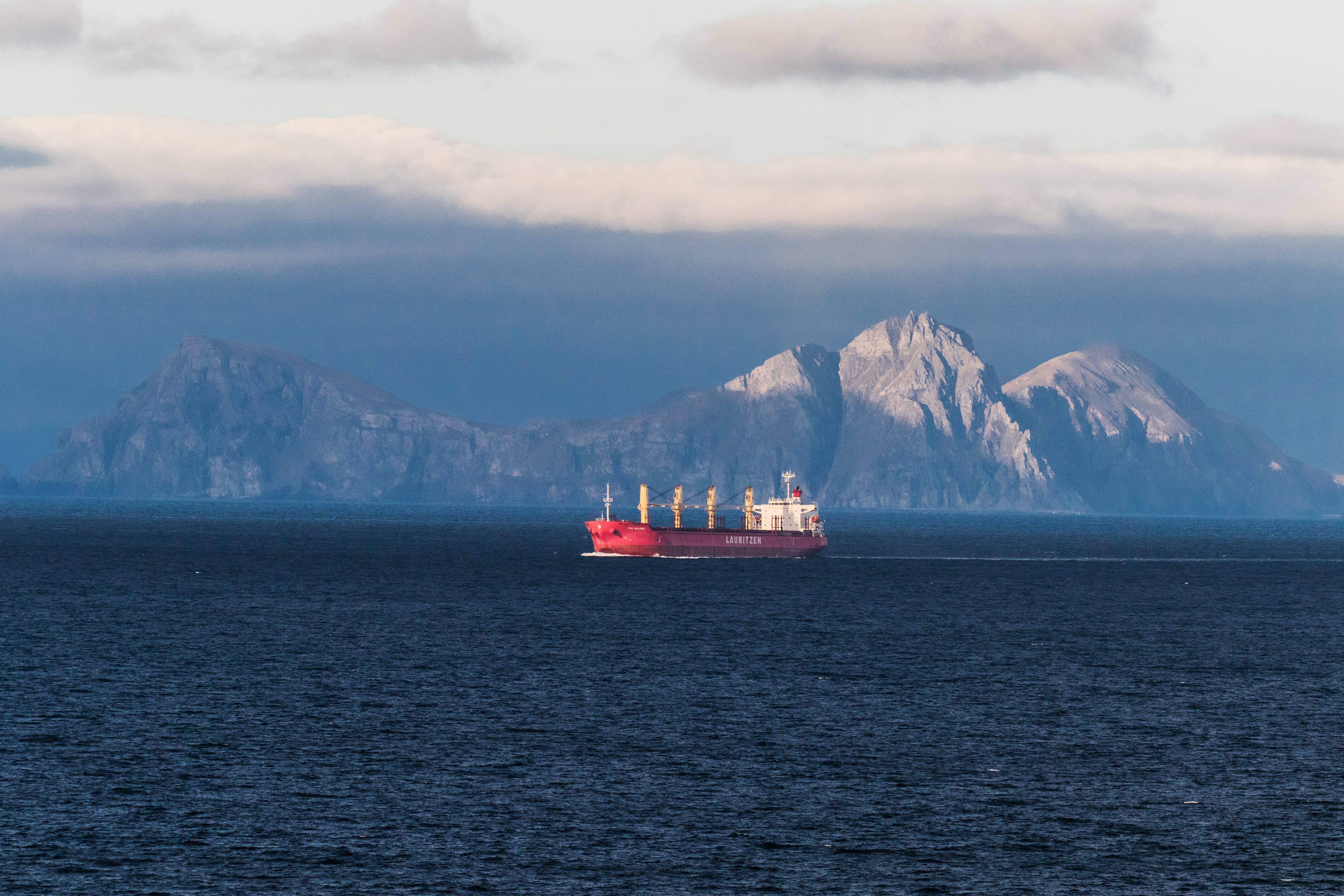
Острів Угамак, з перевалу Унімак у ранковому світлі.

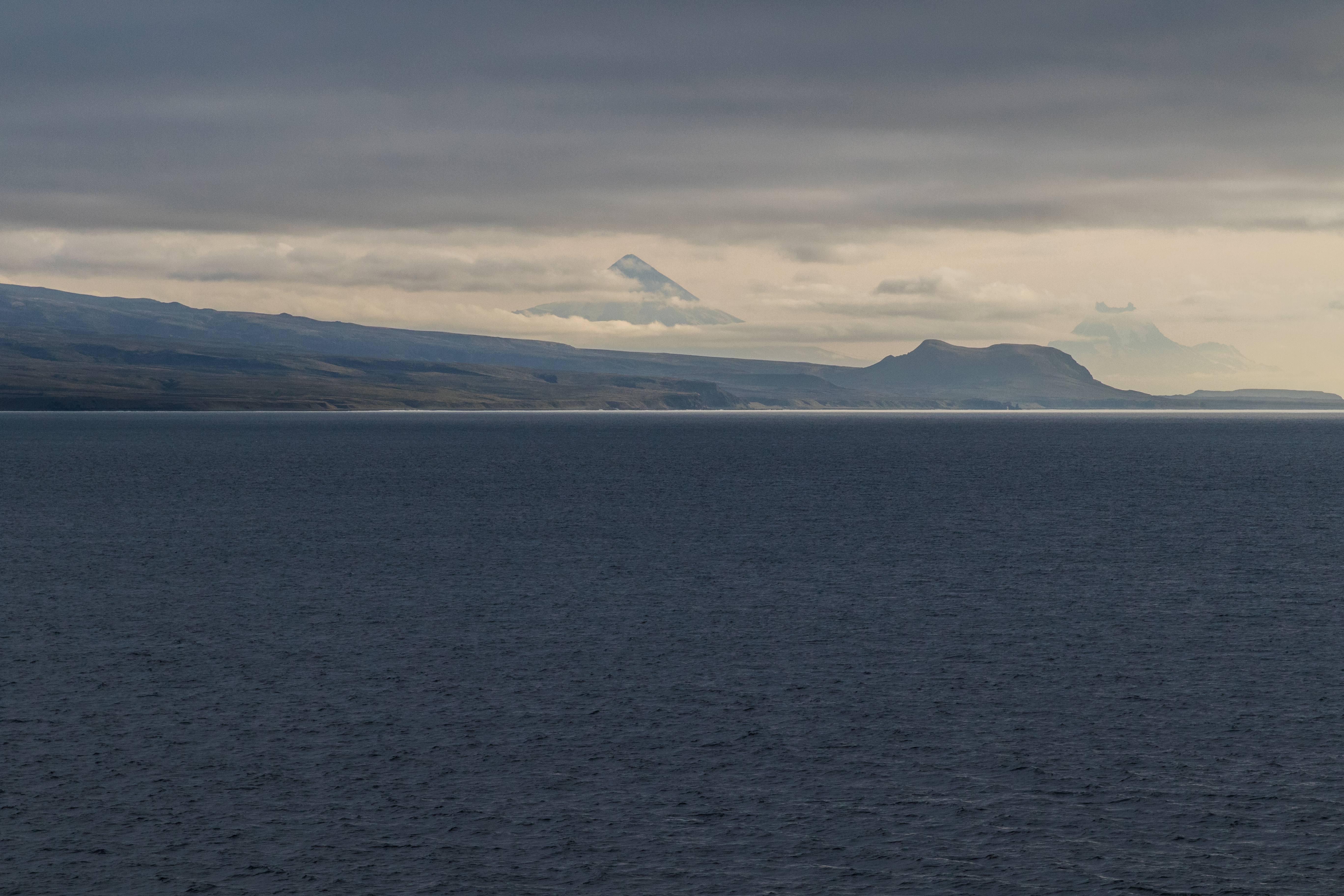
Острів Угамак, якщо дивитися з Берингового моря на схід у напрямку острова Унімак. На передньому плані — Угамак, а на задньому — вулкани Шишалдін та Ісаноцкі на острові Унімак.

Острів Угамак (алеут. Ugangax̂) — один з островів Креніціна, підгрупи Лисячих островів у східній частині Алеутських островів, Аляска. Угамак — це алеутське слово, транскрибоване Отцем Веніаміновим (1840), яке, згідно з Р. Х. Геогеганом, може означати «острів церемонії». Острів 9,5 км завдовжки та розташований 51 км на схід від острова Акутан. Затока Угамак знаходиться на південно-східному узбережжі Угамака, а протока Угамак — це канал шириною в три милі, який відділяє Угамак від острова Калігаган на заході.